# شاسی یکپارچه

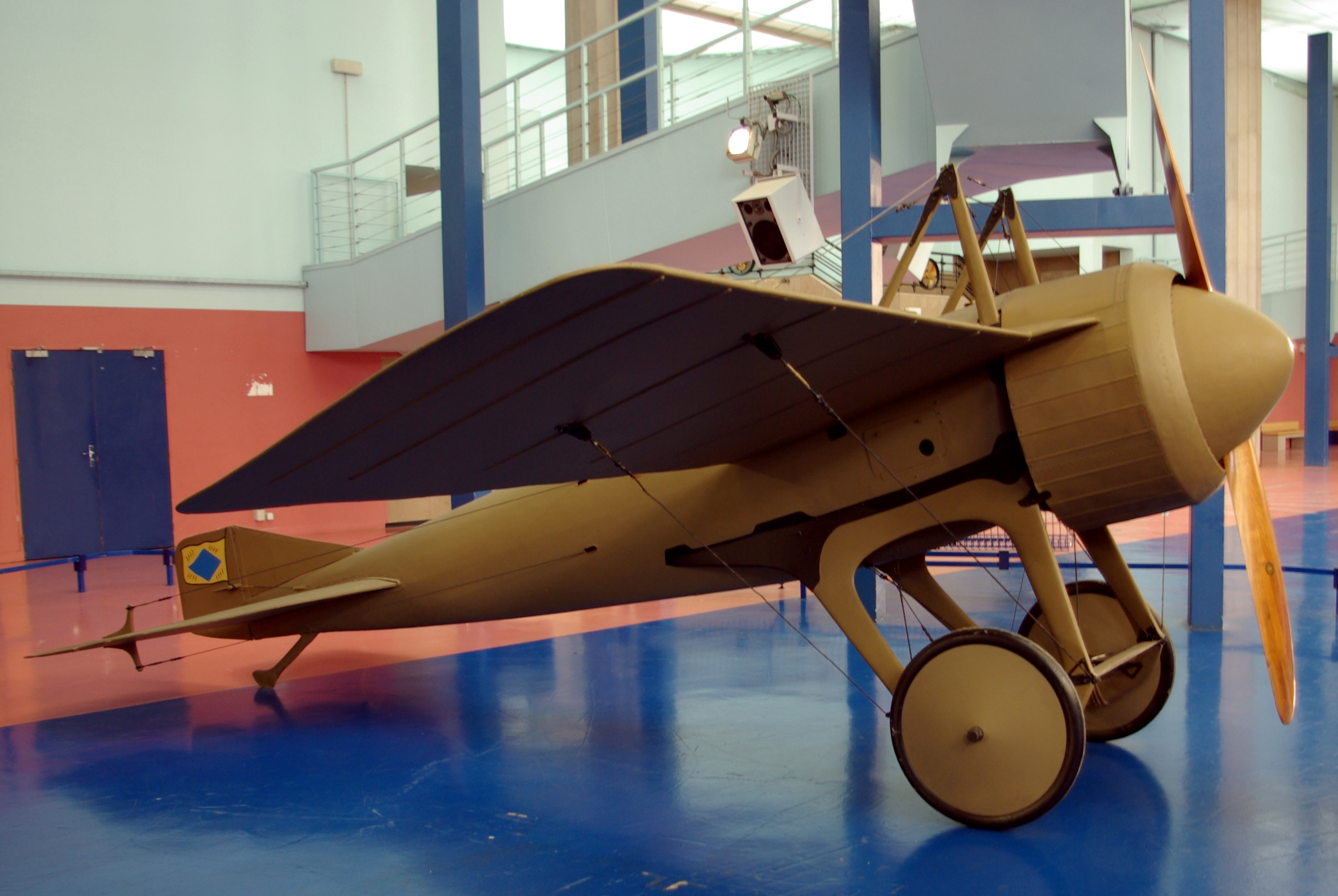
Deperdussin Monocoqueبا پوسته چوبی ساخت و ساز

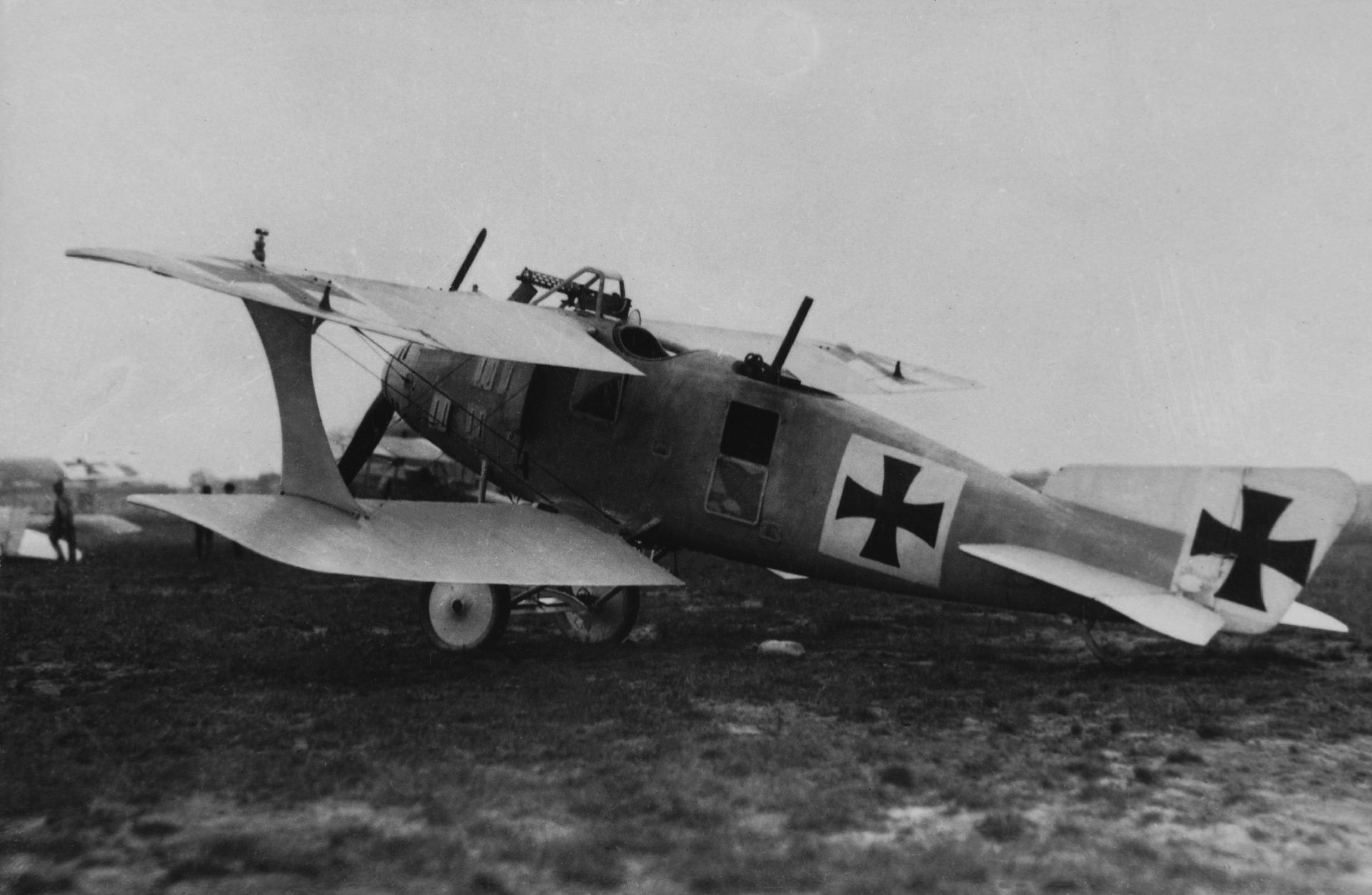
LFG رولاند C. II با چوب Wickelrumpf monocoque بدنه

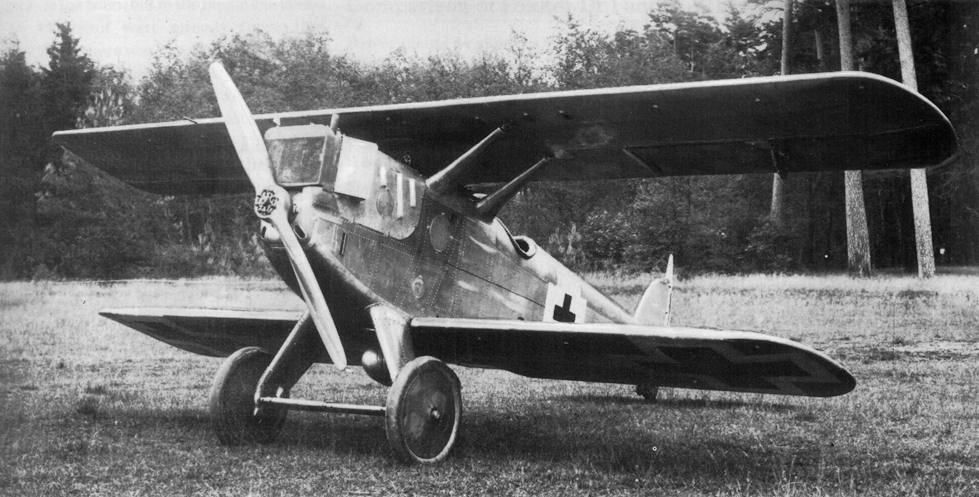
Zeppelin D. I اولین تولید تمام فلزی monocoque هواپیما

در این نحوه از طراحی، وزن جسم توسط پوسته بیرونی آن حمایت می‌شود همانند پوسته یک تخم مرغ.
کلمه مونوکوک یک واژه فرانسوی و به معنای تک-پوسته است.
یک تک-پوسته واقعی می‌تواند هم فشار کششی و هم فشار پرسی را تحمل کند.

## جستار های وابسته
خرپا